# NGC 2656
NGC 2656 è una lontana e molto vasta galassia lenticolare situata nella costellazione dell'Orsa Maggiore, a una distanza di circa 663 milioni di anni luce dalla nostra Via Lattea.

## Scoperta
La galassia è stata scoperta il 10 settembre 1831 dall'astronomo britannico John Herschel.